# Doug Smith (basket-ball)
Pour les articles homonymes, voir Doug Smith et Smith.
Doug Smith, né le 17 septembre 1969 à Détroit dans le Michigan, est un ancien joueur américain de basket-ball. Il évoluait au poste d'ailier fort.

## Palmarès
- Médaille de bronze au championnat du monde 1990.
- Finaliste du championnat des Amériques 1989.